# 卡特倫區
卡特倫區（英語：Kgatleng District）是博茨瓦納的一個區，位於該國南部，南隔林波波河與南非共和國相望。面積7,960平方公里，2001年人口73,507人。首府莫丘迪。下僅設一次區，即卡特倫次區。